# Bridge Creek (Oklahoma)
Bridge Creek es un pueblo ubicado en el condado de Grady en el estado estadounidense de Oklahoma. En el año 2010 tenía una población de 336 habitantes y una densidad poblacional de 80 personas por km².

## Geografía
Bridge Creek se encuentra ubicado en las coordenadas 35°14′50″N 97°43′24″O / 35.24722, -97.72333 (35.247350, -97.723460). Según la Oficina del Censo de los Estados Unidos, Bridge Creek tiene una superficie total de 1,635 mi² (4,2 km²), de la cual 1,635 mi² (4,2 km²) corresponden a tierra firme y 0 mi² (0 km²) es agua.